# Schachen bei Furtpoint
Schachen bei Furtpoint ist jeweils eine Ortschaft in der Gemeinde Manning und in der Gemeinde Ottnang am Hausruck im Bezirk Vöcklabruck, Oberösterreich.
Die beiden Ortschaften liegen südlich von Ottnang und westlich von Manning und befinden sich somit am Südabfall des östlichen Ausläufers des Hausrucks. Obwohl die Ortschaften dicht beisammen liegen, sind sie dennoch nicht zusammengewachsen. Innerhalb der Ortschaft von Ottnang liegt auch der Weiler Feld. Am 1. Jänner 2024 zählte die kleine Ortschaft 40 Einwohner, wobei der in Manning liegende Teil mit 21 Einwohnern der größere ist.